# Армсхайм
Армсхайм (нем. Armsheim) — община в Германии, в земле Рейнланд-Пфальц. 
Входит в состав района Альцай-Вормс. Подчиняется управлению Вёррштадт.  Население составляет 2622 человека (на 31 декабря 2010 года). Занимает площадь 10,05 км².